# شراكسة متقاربة
شراكسة متقاربة (الاسم العلمي:Charaxes affinis) هي نوع من الحشرات تتبع جنس الشراكسة من فصيلة الحورائيات.